# Hamilton Camp
Hamilton Camp (30 de octubre de 1934-2 de octubre de 2005) fue un actor, cantautor y compositor inglés.

## Biografía

### Primeros años
Hamilton Camp nació el 30 de octubre de 1934 en Londres, Inglaterra y fue evacuado durante la Segunda Guerra Mundial a Estados Unidos, con su madre y hermanas. Se convirtió en un niño actor en el cine y teatro. En un principio tenía el nombre Bob Camp y más tarde cambió su nombre por el de Hamilton después de unirse al movimiento espiritual de Subud. Fue líder de un grupo musical llamado Skymonters que lanzó un álbum en 1973 en Elektra. 

### Vida personal y muerte
Se casó con Rasjadah Lisa Jovita Cisz en 1961, y tuvieron seis hijos. Su esposa Rasjadah murió en 2002. Repentinamente murió de un ataque al corazón el 2 de octubre de 2005 en Los Ángeles, California, a sus 70 años, cuatro semanas antes de cumplir 71 años. Le sobreviven sus seis hijos y trece nietos.

## Discografía
- Bob Gibson and Bob Camp at the Gate of Horn (1961, Rhino)
- Paths of Victory (1964, Collectors' Choice Music)
- Here's to You (1967, Warner Brothers Music)
- Welcome to Hamilton Camp (1967, Warner Brothers Music)
- Skymonters With Hamid Hamilton Camp (1973, Elektra)
- Homemade Music (Bob Gibson and Hamilton Camp) (1978, Mountain Railroad Records)
- Mardi's Bard (2003, DJC)
- Sweet Joy (2005, Beachwood)

## Filmografía
- Bedlam (1946)
- Mrs. Mike (1949)
- Outrage (1950)
- Dark City (1950)
- Kim (1950)
- When I Grow Up (1951)
- The Son of Dr. Jekyll (1951)
- My Cousin Rachel (1952)
- Titanic (1953)
- Ride Clear of Diablo (1954)
- Executive Suite (1954)
- Mardi Gras (1958)
- The Perils of Pauline (1967)
- The Graduate (1967)
- Cockeyed Cowboys of Calico County (1970)
- Starsky and Hutch - "Kill Huggy Bear" (TV) (1975)
- Nickelodeon (1976)
- American Hot Wax (1978)
- Rabbit Test (1978)
- WKRP - "Hold-Up" (TV) (1978)
- Heaven Can Wait (1978)
- Starcrash (1978)
- A Dog's Life (1979)
- Roadie (1980)
- All Night Long (1981)
- Eating Raoul (1982)
- Young Doctors in Love (1982)
- Twice Upon a Time (1983)
- Under Fire (1983)
- Meatballs Part II (1984)
- The Rosebud Beach Hotel 1984)
- No Small Affair (1984)
- City Heat (1984)
- It Came Upon the Midnight Clear (1984)
- Copacabana (1985)
- The Jetsons Meet the Flintstones (1987)
- Scooby-Doo and the Reluctant Werewolf (1988)
- Scooby-Doo and the Ghoul School (1988)
- Bird (1988)
- Bridesmaids (1989)
- Arena (1989)
- The Little Mermaid (1989)
- Dick Tracy (1990)
- Attack of the 50 Ft. Woman (1993)
- The Pebble and the Penguin (1995)
- Gordy (1995)
- All Dogs Go to Heaven 2 (1996)
- Almost Heroes (1998)
- Dr. Dolittle (1998)
- Family Tree (1999)
- Joe Dirt (2001)
- Wishcraft (2002)